# Péninsule de Huon
Pour les articles homonymes, voir Huon.
La péninsule de Huon est une importante péninsule dans la province Morobe, à l'est de la Papouasie-Nouvelle-Guinée.

## Présentation
Elle doit son nom à l'explorateur français Jean-Michel Huon de Kermadec. La péninsule est occupée par les monts Saruwaged dont le point culminant est le mont Sarawaged (4 121 m).
La région fut le siège de combats pendant la Seconde Guerre mondiale en 1943 et 1944.
Le Fonds mondial pour la Nature  (WWF) y a défini l'écorégion des forêts pluviales d'altitude de la Péninsule Huon.